# Hyllisia virgata
Hyllisia virgata är en skalbaggsart som beskrevs av Gerstaecker 1871. Hyllisia virgata ingår i släktet Hyllisia och familjen långhorningar. Inga underarter finns listade i Catalogue of Life.